# 도시풍경
《2024 CHANYEOL LIVE TOUR : 都市風景 (City-scape)》은 대한민국의 음악 그룹 EXO의 멤버 찬열의 첫 번째 콘서트 투어이다.

## 개요
2024년 7월 27일, EXO 각종 SNS를 통해 찬열의 솔로 데뷔 앨범 발표 및 첫번째 단독 콘서트 일정을 발표하였으며, 8월 2일에는 상세 예매 일정 및 아시아 투어 일정을 공개하였다, 티켓 예매는 인터파크를 통해 7일과 8일, 팬클럽 선행 예매와 일반 예매가 연이어 진행되었다.

## Epilogue
2024년 12월 3일, EXO 각종 SNS를 통해 투어의 대미를 장식하는 2일간의 콘서트 일정을 발표하였으며, 티켓 예매는 멜론티켓을 통해 9일과 11일, 팬클럽 선행 예매와 일반 예매가 연이어 진행되었다.
총 19회에 걸친 아시아 투어를 통해 약 7만여명의 누적 관객을 기록하였다.

## 투어 일정
| 일정             | 도시       | 국가       | 장소                                 | 관객 동원     |
| ---------------- | ---------- | ---------- | ------------------------------------ | ------------- |
| 2024년 9월 6일   | 서울       | 대한민국   | 블루스퀘어 마스터카드 홀             | 통산 3,000명  |
| 2024년 9월 7일   | 서울       | 대한민국   | 블루스퀘어 마스터카드 홀             | 통산 3,000명  |
| 2024년 9월 29일  | 호치민     | 베트남     | 밀리터리 존 7 인도어 스포츠 컴플렉스 | 8,000명       |
| 2024년 10월 19일 | 마닐라     | 필리핀     | 스마트 아라네타 콜로세움             | 8,000명       |
| 2024년 10월 26일 | 방콕       | 태국       | 썬더 돔                              | 5,000명       |
| 2024년 11월 13일 | 다치카와시 | 일본       | 타치가와 스테이지 가든               | 통산 4,000명  |
| 2024년 11월 14일 | 다치카와시 | 일본       | 타치가와 스테이지 가든               | 통산 4,000명  |
| 2024년 11월 20일 | 후쿠오카   | 일본       | 후쿠오카 선 팔레스                   | 통산 4,600명  |
| 2024년 11월 21일 | 후쿠오카   | 일본       | 후쿠오카 선 팔레스                   | 통산 4,600명  |
| 2024년 11월 26일 | 오사카     | 일본       | 오사카 국제회의장 메인 홀            | 통산 5,400명  |
| 2024년 11월 27일 | 오사카     | 일본       | 오사카 국제회의장 메인 홀            | 통산 5,400명  |
| 2024년 12월 3일  | 나고야시   | 일본       | 아이치현 예술 극장                   | 통산 5,000명  |
| 2024년 12월 4일  | 나고야시   | 일본       | 아이치현 예술 극장                   | 통산 5,000명  |
| 2024년 12월 7일  | 자카르타   | 인도네시아 | 비치 시티 인터네셔널 스타디움        | 6,000명       |
| 2024년 12월 21일 | 홍콩       | 홍콩       | 아시아 월드 엑스포 홀 10             | 통산 10,000명 |
| 2024년 12월 22일 | 홍콩       | 홍콩       | 아시아 월드 엑스포 홀 10             | 통산 10,000명 |
| 2024년 12월 28일 | 가오슝시   | 중화민국   | 가오슝 뮤직 센터                     | 2,000명       |
| 2025년 2월 15일  | 서울       | 대한민국   | KBS스포츠월드(Epilogue)              | 통산 8,000명  |
| 2025년 2월 16일  | 서울       | 대한민국   | KBS스포츠월드(Epilogue)              | 통산 8,000명  |

## 세트 리스트
- Opening VCR -
- Back Again
- 그래도 돼 (Good Enough)
- Stay With Me
- Minimal Warm
- Yours
- Tomorrow

- Ment -
- Telephone
- 있어 희미하게 (Just Us 2)

- VCR #2 -
- Hasta La Vista
- Ease Up
- Nothin'
- Clover

- Ment -
- 요일별 커버곡

1. 밤양갱 (Bam Yang Gang)[8]

- EXO Medley

1. Lotto
2. Tempo
3. Monster
4. Obsession
5. 으르렁 (Growl)

- Hear Me Out

- VCR #3 -
- Black Out
- 봄 여름 가을 겨울 (SSFW)
- I'm On Your Side Too

- Encore -
- 지켜줄게 (Just As Usual)

- Double Encore -
- Back Again

- Ending -

- Opening VCR -
- Back Again
- 그래도 돼 (Good Enough)
- 봄 여름 가을 겨울 (SSFW)

- Ment -
- Stay With Me
- Minimal Warm
- Yours
- Tomorrow

- Band Introduction -
- Clover
- Ease Up

- Dancer Introduction -
- Hasta La Vista
- 날개 (Fly Away)

- VCR #2 -
- 있어 희미하게 (Just Us 2)
- 로데오역 (Rodeo Station)
- Hear Me Out
- EXO Medley

1. Gravity
2. 너의 손짓 (Touch It)
3. Lotto
4. Tempo
5. Obsession
6. 으르렁 (Growl)

- Nothin'

- VCR #3 -
- Black Out
- 考えてみたら (생각해보면)
- I'm On Your Side Too

- Encore -
- 기억을 걷는 밤 (Walk On Memories)
- 지켜줄게 (Just As Usual)

- Double Encore -
- Hasta La Vista

- Ending -

## 제작
- 주최, 주관 : SM 엔터테인먼트, 드림메이커